# 강력수

강력수의 예

수론에서, 강력수(영어: powerful number)는 모든 소인수에 거듭제곱이 포함된 양의 정수다. 즉, 강력수는 제곱수와 세제곱수의 곱으로 나타낼 수 있다.

## 정의
양의 정수 {\displaystyle n}에 대하여, 다음 세 조건이 서로 동치이며, 이를 만족시키는 {\displaystyle n}을 강력수라고 한다.
- 임의의 소수 {\displaystyle p}에 대하여, 만약 {\displaystyle p}가 {\displaystyle n}의 약수라면, {\displaystyle p^{2}} 역시 {\displaystyle n}의 약수이다.
- {\displaystyle n=a^{2}b^{3}}인 양의 정수 {\displaystyle a,b}가 존재한다.
- {\displaystyle \textstyle \sum _{d\mid n}\phi (d)\phi (n/d)\mu (d)>0}. 여기서 {\displaystyle \phi }는 오일러 피 함수, {\displaystyle \mu }는 뫼비우스 함수이다.

## 성질
처음 몇 강력수는 다음과 같다.
1, 4, 8, 9, 16, 25, 27, 32, 36, 49, 64, 72, 81, 100, 108, 121, 125, 128, 144, 169, 196, 200, 216, 225, 243, 256, 288, 289, 324, 343, 361, 392, 400, 432, 441, 484, 500, 512, 529, 576, 625, 648, 675, 676, 729, 784, 800, 841, 864, 900, 961, 968, 972, 1000, ... (OEIS의 수열 A001694)
양의 실수 {\displaystyle x} 이하의 강력수의 수는 다음과 같이 점근적으로 근사할 수 있다.
{\displaystyle (\zeta (3/2)/\zeta (3))x^{1/2}+(\zeta (2/3)/\zeta (2))x^{1/3}+o(x^{1/6})}
여기서 {\displaystyle \zeta }는 리만 제타 함수이다. 10, 100, 1000, ... 이하의 강력수의 수는 다음과 같다.
4, 14, 54, 185, 619, 2027, 6553, 21044, 67231, 214122, 680330, 2158391, ... (OEIS의 수열 A118896)
강력수의 역수의 합은 {\displaystyle \zeta (2)\zeta (3)/\zeta (6)}으로 수렴한다.

## 같이 보기
- 아킬레스 수